# Conrad Alvensleben
Conrad Alvensleben (* 19. Dezember 1874 in Berlin; † 24. Juli 1945 ebenda) war ein deutscher Elektrotechniker und Unfallschützer.
Conrad Alvensleben, der Sohn eines deutschen Bahnmeisters, absolvierte das Gymnasium. Zuerst machte er mehrere Jahre eine praktische Ausbildung in einer elektrotechnischen Fabrik und anschließend ein Studium an der Technischen Hochschule  Berlin, wo er Maschinenbau studierte. Ab dem Jahr 1898 arbeitete er als Montageingenieur bei Siemens & Halske. Während dieser Zeit machte er eine Weiterbildung bei Westinghouse in Pittsburg.
In Zechen der Fürst Pleßschen Bergverwaltung machte er eine Praxis, bevor er 1906 zum Dampfkesselverein in Essen wechselte. Als er die Leitung der elektrotechnischen Abteilung des Vereins übernahm, kam er unter anderem auch mit zahlreichen Elektrounfällen in Berührung, mit denen er sich in der Folge verstärkt beschäftigte.
1917 wurde Alvensleben Aufsichtsbeamter bei der Berufsgenossenschaft für Feinmechanik und Elektrotechnik in Berlin. In dieser Funktion arbeitete er zahlreiche neue Unfallverhütungsvorschriften aus und begann 1912 mit Vorträgen über die physiologischen Wirkungen des elektrischen Stroms insbesondere bei Unfällen. Im Jahr 1926 initiierte er die Gründung eines Ausschusses zur Erforschung elektrischer Unfälle. Auch am Institut von Georg Eduard Martin Gildemeister in Leipzig arbeitete er mit.
Im Jahr 1943 wurde er zum Ehrenmitglied des VDE ernannt. Von den Wirren des Zweiten Weltkrieges gezeichnet, starb er am 24. Juli 1945 in Berlin.
Seinem und dem Wirken des österreichischen Mediziners Stefan Jellinek als Unfallschützer auf dem Gebiet der Elektrotechnik zu Ehren wurde von Gottfried Biegelmeier, dem Erfinder des Fehlerstrom-Schutzschalters, die Alvensleben-Jellinek-Ehrenmedaille gestiftet, die die Gemeinnützige Privatstiftung Elektroschutz verleiht.

## Schriften
- Elektrische Unfälle, ETZ 47. Jg. (1926)
- Physiologie und Technik der elektrischen Betäubung, ETZ 54. Jg. (1933)
- Stand der Forschung über die Wirkung industrieller Ströme auf lebenswichtige Organe, ETZ 62. Jg. (1941)